# Ice Bats d'Austin
Les Ice Bats d'Austin sont une franchise professionnelle de hockey sur glace en Amérique du Nord qui évolue dans la Ligue centrale de hockey. L'équipe est basée à Austin au Texas.

## Historique
La franchise a été créée en 1996 et joue en WPHL jusqu'en 2001. Puis, elle intègre la Ligue centrale de hockey. Elle cesse ses activités au terme de la saison 2007-08.

### Saisons en LCH
Note: PJ : parties jouées, V : victoires, D : défaites, N : matchs nuls, DP : défaite en prolongation, DF: Défaite en fusillade, Pts : Points, BP : buts pour, BC : buts contre, Pun : minutes de pénalité
| Saison  | PJ | V  | D  | N | DP | DF | Pts | Classement                   | Séries éliminatoires |
| ------- | -- | -- | -- | - | -- | -- | --- | ---------------------------- | -------------------- |
| 2007-08 | 64 | 29 | 33 | - | 1  | 1  | 60  | 2e place, conférence sud-est | Défaite en 1re ronde |
| 2006-07 | 64 | 21 | 29 | - | 14 | -  | 56  | 3e place, conférence sud-est | Ne participe pas     |
| 2005-06 | 64 | 34 | 27 | - | 3  | -  | 71  | 2e place, conférence sud-est | Ne participe pas     |
| 2004-05 | 60 | 28 | 27 | - | 5  | -  | 61  | 2e place, conférence sud-est | Ne participe pas     |
| 2003-04 | 64 | 28 | 30 | - | 6  | -  | 62  | 2e place, conférence sud-est | Ne participe pas     |
| 2002-03 | 64 | 46 | 14 | - | 4  | -  | 96  | 2e place, conférence sud-est | Défaite en finale    |
| 2001-02 | 64 | 44 | 15 | - | 5  | -  | 93  | 2e place, conférence sud-est | Défaite en finale    |